# Stray Dogg
Stray Dogg (транскр. Стреј Дог) је српска музичка група из Београда.

## Како су настали
Након неколико самосталних изведби и соло наступа, певач, писац и кантаутор Душан Страјнић одлучио је да оформи бенд Stray Dogg. Бенд је оформљен 2011. године са Аном Јанковић и Јеленом Дамјановић, које су завршиле Музичку Академију у Београду.

## Развој бенда
Бенд је у првобитном саставу, после само неколико месеци вежбе и 4 демо снимка, наступао као предгрупа бендовима Chinawoman и Scout Niblett. Тада су увидели да им је потребан још један гитариста. Тада се Марко Игњатовић из Београда, дотадашњи члан бенда Иње, прикључио бенду Stray Dogg као нови соло гитариста.

## Први студијски албум
Након прикључивања Марка Игњатовића, бенд је снимио свој албум првенац - Almost (Скоро). За потребе снимања албума, прикључују им се басиста Владимир Милићевић и бубњар Урош Милкић. Тематика албума, како тврди први човек групе Душан Страјнић је у главном љубавна. Одмах након снимања албума, пар месеци касније, излази и први сингл, песма Almost (Скоро). Недавно се појавио и нови спот, за песму Smile (Осмех), и бенд је кренуо на малу регионалну турнеју. Бенд је овај албум издао као самиздат. 
Албум Almost (Скоро) је постављен за бесплатно преузимање на Bandcamp страни бенда и такође на Free Music Archive профилу бенда, 30.5. 2011. године. Укупан број преузимања на ове обе стране је 4000.

## Занимљивости
Бенд непрестано развија свој звук базиран на меланхоличној американи и следећи албум се очекује на јесен 2012. године, а тематика неће бити у потпуности иста као и на албуму првенцу.
Први сингл, песма Almost (Скоро), заузима прво место синглова за 2011. годину на сајту Попбокс.
За ових годину дана постојања, два сингла Almost (Скоро) и Smile (Осмех) су се појавила на скоро свим битнијим топ-листама у земљи, а издвојићемо и неколико:
- Прво место синглова за 2011. годину, песма Almost (Скоро) - Попбокс
- Прво место недељне топ-листе, песма Smile (Осмех) - Попбокс, мај 2012. године.
- Треће место недељне топ-листе, песма Smile (Осмех) - Јелен топ 10, април-мај 2012. године.
- Треће место недељне топ-листе, песма Smile (Осмех) - Б92 Поп Машина април - мај 2012. године.

Песме су се појављивале и на другим топ-листама, попут новосадског Грувања (Радио-телевизија Војводине), затим Дискомера (Студио Б), али и неких локалних радио-станица (Вршац, Кикинда итд).
Бенд је примећен и у иностранству. Песма Drunk (Пијан) са албума Almost (Скоро) појавила се на БИРП-овој компилацији песама за месец Јул 2011, док се песма She Said (Она је рекла) нашла на Мерцедесовој компилацији неафирмисаних музичара која излази једном у 2 месеца.

## Концерти
Концертна активност бенда није заостала, а сигурно два најбитнија концерта су била она у Дому Омладине, у Великој сали Americana (Сцена Уживо) на јесен 2011. године, пред преко 500 људи, а затим и у, дан раније распродатој сали Клуба Дома Омладине пред око 350 људи у априлу 2012. године.
Издвајају се наступи у Новом Саду (ЦК13, Фабрика), Крагујевцу (СКЦ) и Загребу (Творница).
Бенд ове године свира и на фестивалима, прво на фестивалу Trenchtown у Суботици а затим и Миксер фестивал у Београду и предстоји још и наступ на Арсенал фест-у у Крагујевцу средином јуна.

## Спотови
Прва два спота су објављена за Sense Production Милана Стојановића и то спот за песму - Almost (Скоро) који је режирао Иван Икић, објављен 25.8.2011. године, и на сајтовима You Tube i Vimeo има више од 60000 прегледа, и спот за песму Smile (Осмех) у режији Ивана Стојиљковића који је објављен 7.3.2012. године, и на сајту You Tube има преко 60000 прегледа.
Спот за песму Fire's Never Wrong (Ватра је увек у праву) који је режирао Милош Јаћимовић, објављен је 16.7.2012 године и има више од 20000 прегледа.
Спот за песму Disappear (Нестајање) продуциран од стране Милана Стојановића (Sense Production), објављен је 10.5.2013 godine и има преко 30000 прегледа.
Спот за песму Time (feat. Devendra Banhart) (Време) који су режирали Марија Страјнић и Милош Јаћимовић, објављен је 28.10.2013 и већ првог дана је имао око 5000 прегледа.

## Чланови

### Садашњи
- Душан Страјнић — вокал, ритам гитара, усна хармоника, харфа
- Марко Игњатовић [а] — соло гитара
- Ана Јанковић — клавир, виолина, пратећи вокал
- Владимир Милићевић — бас-гитара
- Младен Радовановић — бубањ

### Бивши
- Јелена Дамјановић — клавир
- Урош Милкић [б] — бубањ
- Реља Илић — бубањ
- Бошко Мијушковић - бубањ
- Андреј Младеновић - бубањ

## Дискографија

### Албуми
- (2011)
- (2012)
- (2015)
- (2018)